# Thyrocopa sapindiella
Thyrocopa sapindiella là một loài bướm đêm thuộc họ Oecophoridae. Nó là loài đặc hữu của Oahu. Nó có lẽ đã tuyệt chủng.
Chiều dài cánh trước khoảng 9 mm. Con trưởng thành bay ít nhất vào tháng 11. Ấu trùng được ghi nhận ăn Abutilon và lá của loài Sapindus. Sâu bướm xuất hiện nhiều trên vài loài cây. Nhộng dài 9 mm và có màu nâu.